# 1940年海因里希·希姆莱访问西班牙

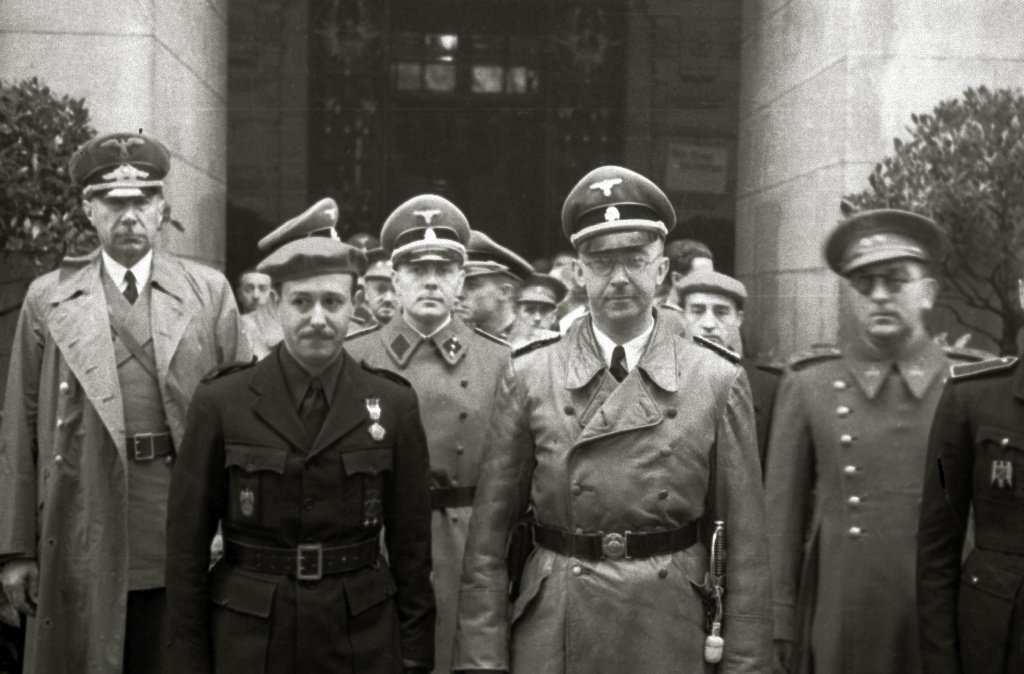
1940年海因里希·希姆莱访问西班牙

1940年海因里希·希姆莱访问西班牙是指1940年10月，西班牙國弗朗哥政府为与納粹德國修好而即将加入轴心国阵营，参加第二次世界大战；纳粹领导人海因里希·希姆莱在此时访问西班牙。希姆莱在10月19-24日间访问西班牙，是纳粹高层为数不多的访问中立国家的外交活动之一。
希姆莱在访问西班牙期间参观了一些监狱和弗朗哥政权建立的集中营。弗朗哥政权镇压异议行动的规模之大、手段之严酷震惊了希姆莱。他认为弗朗哥政权的这种镇压“在政治上”适得其反，在急需人力重建国家的时期，该国政府竟如此消灭劳动力，简直荒谬。希姆莱还在首都感受到了压抑的白色恐怖氛围，于是向弗朗哥和拉蒙·塞拉诺·苏涅尔建议尽快翻开新篇章，“让国民生活的方方面面都走出那场因西班牙内战引起的民族悲剧”。
希姆莱在访问期间曾和拉蒙·塞拉诺·苏涅尔有过数次对话，二人最终就强化两国政治和警察合作一事达成了一致：盖世太保将在马德里的德国使馆开设办公室，黨衛隊保安處也将在西班牙境内的所有德国领事馆建立办事处，活动于西班牙领土上的纳粹德国特工也将获得外交豁免权。相应地，活动于德国和法国占领区境内的西班牙特工也将享有外交豁免权。除警察事务外，双方还讨论了一些关于在西班牙国内进行纳粹德国政治宣传的问题。